# Svetlana Proskourina
Pour les articles homonymes, voir Proskourina.
Svetlana Nikolaïevna Proskourina (en russe : Светлана Николаевна Проскурина) est une réalisatrice russe née en 1948 à Krivets, oblast de Novgorod.

## Biographie
Après des études de théâtre à Saint-Pétersbourg, elle intègre les Cours Supérieurs de formation des scénaristes et des régisseurs sous la direction de Youli Karassik. Elle débute au cinéma avec le court-métrage Le jour de la fête des parents en 1981. Svetlana Proskourina a réalisé plusieurs documentaires pour la chaîne de télévision Koultoura, en particulier en 2003 le documentaire Les Iles sur son ami et mentor Alexandre Sokourov, avec qui elle avait travaillé l'année précédente pour les dialogues de L'Arche russe. 
Au Festival international du film de Locarno en 1990, elle remporte le Léopard d'or pour Valse accidentelle.
Son film le plus renommé à ce jour est La Trêve, sorti en 2010 et avec lequel elle remporte le Grand Prix au festival Kinotavr 2010.

## Filmographie
- 1981 : Le Jour des parents (Родительский день), court-métrage
- 1986 : La Cour pour les enfants (Детская площадка)
- 1989 : Valse accidentelle (Случайный вальс)
- 1992 : Le Reflet dans le miroir (Отражение в зеркале), sélectionné à la Quinzaine des réalisateurs du Festival de Cannes 1992
- 2003 : Les Iles. Alexandre Sokourov (Острова. Александр Сокуров), documentaire consacré à Alexandre Sokourov
- 2004 : Accès à distance (ru) (Удаленный доступ), en compétition officielle à la Mostra de Venise 2004
- 2007 : Le Meilleur moment de l'année (Лучшее время года)
- 2010 : La Trêve (Перемирие)
- 2014 : Au revoir, maman (До свидания, мама)
- 2019 : Un dimanche (ru) (Воскресенье)

## Récompenses
- Festival international du film de Locarno 1990 : Léopard d'or pour Valse accidentelle

- Kinotavr 2010 : Grand prix pour La Trêve